# فرودگاه ترنرز فالز
فرودگاه ترنرز فالز (به انگلیسی: Turners Falls Airport)  یک فرودگاه همگانی   است که یک باند فرود آسفالت دارد و طول باند آن ۹۱۸ متر است. این فرودگاه در  کشور ایالات متحده آمریکا قرار دارد و در ارتفاع ۱۰۸٫۵ متری از سطح دریا واقع شده است.